# Jerschowo (Kaliningrad, Gwardeisk)
Jerschowo (russisch Ершово, deutsch Grünlinde, Kreis Wehlau) ist ein Ort in der russischen Oblast Kaliningrad. Er gehört zur kommunalen Selbstverwaltungseinheit Stadtkreis Gwardeisk im Rajon Gwardeisk.

## Geographische Lage
Jerschowo liegt zehn Kilometer nördlich von Snamensk (Wehlau) an der Regionalstraße 27A-014 (ex R514). Snamensk ist die nächste Bahnstation an der Bahnstrecke Kaliningrad–Tschernyschewskoje (Königsberg–Eydtkuhnen/Eydtkau), einem Teilstück der früheren Preußischen Ostbahn.

## Geschichte
Das bis 1946 Grünlinde genannte Dorf erhielt im Jahre 1389 die Handfeste. Am 13. Juni 1874 wurde der Ort namensgebend für einen  neu gebildeten Amtsbezirk, der bis 1945 bestand und zum Kreis Wehlau im Regierungsbezirk Königsberg der preußischen Provinz Ostpreußen gehörte.
In Kriegsfolge kam Grünlinde 1945 mit dem nördlichen Ostpreußen zur Sowjetunion. 1947 erhielt der Ort den russischen Namen „Jerschowo“ und wurde gleichzeitig dem Dorfsowjet Sorinski selski Sowet im Rajon Gwardeisk zugeordnet. Von 2005 bis 2014 gehörte Jerschowo zur Landgemeinde Sorinskoje selskoje posselenije und seither zum Stadtkreis Gwardeisk.

### Einwohnerentwicklung
| Jahr | Einwohner |
| ---- | --------- |
| 1910 | 392       |
| 1933 | 327       |
| 1939 | 320       |
| 2002 | 108       |
| 2010 | 69        |

### Amtsbezirk Grünlinde (1874–1945)
Zum Amtsbezirk Grünlinde gehörten ursprünglich sieben Landgemeinden:
| Name              | Russischer Name | Bemerkungen                                                  |
| ----------------- | --------------- | ------------------------------------------------------------ |
| Groß Michelau     | Sobolewo        |                                                              |
| Grünlinde         | Jerschowo       |                                                              |
| Klein Michelau    |                 | vor 1883 nach Groß Michaelau eingemeindet                    |
| Klein Nickelsdorf |                 | vor 1883 nach Nickelsdorf eingegliedert                      |
| Nekiehnen         |                 | 1928 nach Groß Weißensee (Amtsbezirk Weißensee) umgegliedert |
| Nickelsdorf       | Strelnikowo     |                                                              |
| Poppendorf        | Sorino          |                                                              |

Am 1. Januar 1945 gehörten lediglich noch die vier Gemeinden Groß Michelau, Grünlinde, Nickelsdorf und Poppendorf zum Amtsbezirk Grünlinde.

## Kirche
Mit seiner überwiegend evangelischen Bevölkerung war Grünlinde bis 1945 in das Kirchspiel der Kirche Grünhayn (Ostpreußen) eingepfarrt, das zum Kirchenkreis Wehlau (russisch: Snamensk) in der Kirchenprovinz Ostpreußen der Kirche der Altpreußischen Union gehörte. Heute liegt Jerschowo im Einzugsbereich zweier evangelisch-lutherischer Gemeinden, die in den 1990er Jahren neu entstanden sind: Talpaki (Taplacken) und Bolschaja Poljana (Paterswalde). Beides sind Filialgemeinden der Auferstehungskirche in Kaliningrad (Königsberg) in der Propstei Kaliningrad der Evangelisch-lutherischen Kirche Europäisches Russland.